# Cimetière musulman de Yantala
Le cimetière musulman de Yantala est un cimetière musulman situé à Niamey, au Niger.

## Description
Le cimetière se trouve sur un plateau de l'ouest du quartier Yantala Haut, dans l'arrondissement Niamey I. Il repose sur une couche de sable de plus de 2,5 m de profondeur et s'étend sur 55,2 hectares. Il est entouré d'un mur.
Dans les années 1970, le cimetière se trouve sur un terrain non végétalisé, en dehors des limites de la ville. Les fortes intempéries endommagent régulièrement le cimetière : ainsi, une partie du mur s'effondre en 2016 et plusieurs tombes sont éventrées par les précipitations en 2017.

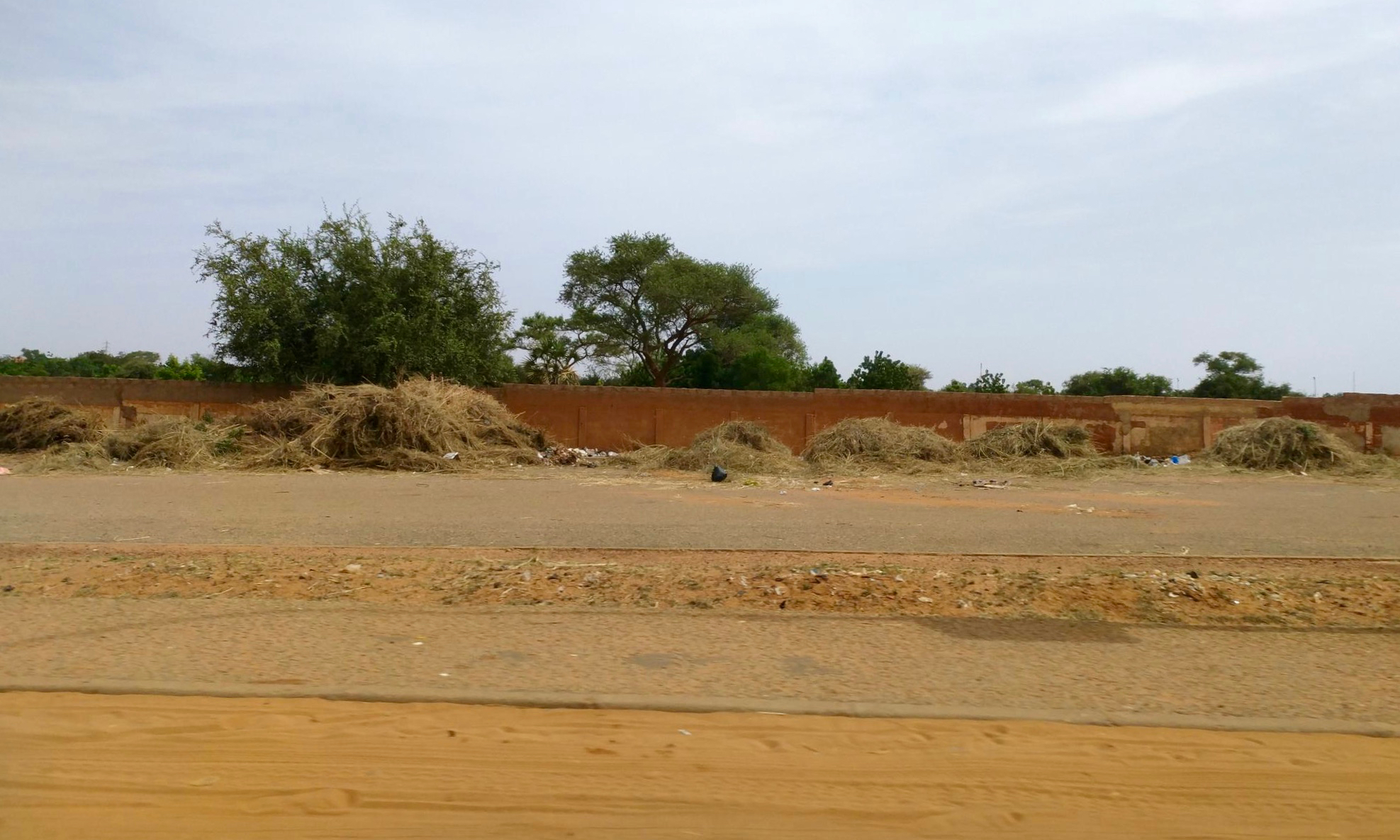
Le mur sud-ouest vu de l'extérieur du cimetière en 2017.

## Personnalités inhumées
- Boubou Hama (1906–1982), homme politique et intellectuel[5]
- Damouré Zika (1924–2009), acteur, animateur de radio et guérisseur[5]
- Boubé Gado (1944–2015), historien et homme politique[6]
- Abdoua Kanta (1946–2017), journaliste, écrivain et réalisateur[7]
- Boukary Adji (1939–2018), directeur de banque et homme politique, Premier ministre du Niger[8]
- Hassane Kounou (1949–2018), homme politique et diplomate[9]
- Amadou Ousmane (1948–2018), journaliste et écrivain[10]
- Saïdou Sidibé (1952–2018), homme politique[11]